# Juegos Asiáticos de Invierno de 1996
Los III Juegos Asiáticos de Invierno se celebraron en Harbin (China), del 4 de febrero al 11 de febrero de 1996, bajo la denominación Harbin 1996.

Participaron un total de 453 deportistas representantes de 18 países miembros del Consejo Olímpico de Asia. El total de competiciones fue de 43 repartidas en 8 deportes.

## Historia
El Comité Olímpico Internacional solicitó demorar los dos años de su fecha originalmente programada con el objetivo de evitar que se realizarán al mismo tiempo que los Juegos Olímpicos de Lillehammer 1994 en Noruega.

## Medallero
La tabla final de medallas de los juegos fueron:
| Núm.  | País          | Oro | Plata | Bronce | Total | Orden por Total |
| ----- | ------------- | --- | ----- | ------ | ----- | --------------- |
| 1     | China         | 15  | 7     | 15     | 37    | 1               |
| 2     | Kazajistán    | 14  | 9     | 8      | 31    | 3               |
| 3     | Japón         | 8   | 14    | 10     | 32    | 2               |
| 4     | Corea del Sur | 8   | 10    | 8      | 26    | 4               |
| 5     | Uzbekistán    | 0   | 1     | 1      | 2     | 5               |
| TOTAL | TOTAL         | 45  | 41    | 42     | 128   |                 |

| Predecesor: Sapporo 1990 | III Juegos Asiáticos de Invierno 1996 | Sucesor: Gangwon 1999 |